# Robert B. Lindsay
Robert Burns Lindsay, né le 4 juillet 1824 et mort le 13 février 1902, est un homme politique démocrate américain. Il est gouverneur de l'Alabama entre 1870 et 1872.